# The Seldom Scene
The Seldom Scene est un groupe américain de musique bluegrass formé en 1971, originaire de Bethesda dans l'État du Maryland.

## Formation
Le groupe se compose à l'origine de John Starling à la guitare et au chant, Ben Eldridge au banjo, Mike Auldridge au Dobro et Tom Gray à la contrebasse. Ils sont rapidement rejoints par le mandoliniste John Duffey, qui avait précédemment joué avec les Country Gentlemen, et connaissent rapidement le succès dans les années 1970 grâce à leur approche originale d'une forme de bluegrass progressif.
Le nom du groupe constitue un jeu de mots entre le nom the scene (la scène) et l'expression seldom seen (rarement vu), qui renvoie au fait que le groupe se produit assez peu au départ : chaque membre du groupe ayant d'autres activités professionnelles, ils se contentent de jouer un concert hebdomadaire.

## Évolution
The Seldom Scene est un groupe à la longévité remarquable ; mais sa composition évolue considérablement au fil des années. John Starling est le premier à quitter le groupe en 1977 pour se consacrer pleinement à son métier de médecin. Plusieurs guitaristes lui succèdent au fil des années, dont Phil Rosenthal, Lou Reid (qui passera plus tard à la mandoline) ou encore Dudley Connell. Michael Coleman puis Ronnie Simpkins tiennent successivement la contrebasse, tandis que Fred Travers devient en 1995 le joueur attitré de Dobro.
Un choc très rude survient en 1996, lors du décès brutal de John Duffey, cofondateur et pilier du groupe. Les Seldom Scene décident toutefois de continuer à jouer, grâce notamment au retour de Lou Reid qui lui succède à la mandoline.
Le seul musicien d'origine, toujours actif dans le groupe plus de quarante ans après sa création, est le banjoïste Ben Eldridge.
| Membres actuels - Ben Eldridge - banjo, guitare (1971–aujourd'hui) - Lou Reid - mandoline, guitare, chant (1986-1993, 1996–aujourd'hui) - Dudley Connell - guitare, chant (1995–aujourd'hui) - Ronnie Simpkins - contrebasse (1995–aujourd'hui) - Fred Travers - Dobro, chant (1995–aujourd'hui) | Anciens membres - John Duffey - mandoline, chant (1971-1996; mort en 1996) - Mike Auldridge - Dobro, chant (1971-1995; mort en 2012) - Tom Gray - contrebasse (1971-1986) - John Starling - guitare, chant (1971-1978, 1993-1994) - Phil Rosenthal - guitare, chant (1977-1986) - T. Michael Coleman - contrebasse (1986-1995) - Moondi Klein - guitare, chant (1994-1995) |

## Discographie
Sous le label Rebel Records :
- Act I (1972)
- Act II (1973)
- Act III (1973)
- Old Train (1973)
- Live At The Cellar Door (1975)
- The New Seldom Scene Album (1976)
- Baptizing (1978)
- The Best Of The Seldom Scene, Vol. 1 (1987)

Sous le label Sugar Hill Records :
- Act IV (1979)
- After Midnight (1981)
- At the Scene (1983)
- Blue Ridge avec Jonathan Edwards (1985)
- 15th Anniversary Celebration (1986)
- A Change of Scenery (1988)
- Scenic Roots (1990)
- Scene 20: 20th Anniversary Concert (1992)
- Like We Used to Be (1994)
- Dream Scene (1996)
- Scene It All (2000)
- Scenechronized (2007)
- Different Roads (2007)